# دوغرداس سيميوتاس
دوغرداس سيميوتاس (مواليد 20 مايو 1983) هو ملاكم لتواني، مثّل بلاده في الألعاب الأولمبية الصيفية 2008.

## روابط خارجية
دوغرداس سيميوتاس على موقع اللجنة الأولمبية الدولية (الإنجليزية)
- دوغرداس سيميوتاس على موقع أوليمبيديا (الإنجليزية)
- دوغرداس سيميوتاس على موقع اللجنة الأولمبية الليتوانية (الليتوانية)